# Cliodinámica

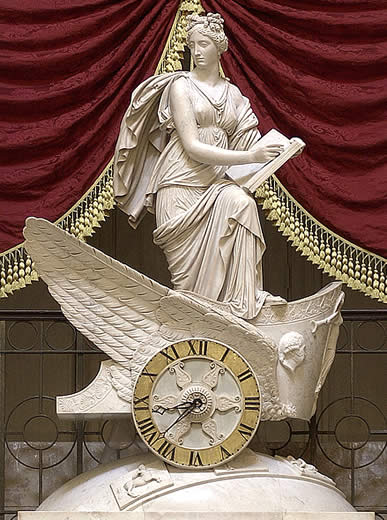
En la mitología griega, Clío era la musa o diosa protectora de la Historia, además de la poesía épica. Aquí aparece observando antes de anotar en su libro, desde un carro alado cuya rueda es la esfera de un reloj.

La cliodinámica es la disciplina que realiza la modelización matemática de los procesos históricos-sociales de ciclo largo plazo, la historia teorética, la macrosociología histórica, la creación y el análisis de bases de datos históricos, las investigaciones sobre la evolución social y la demografía histórica, con un enfoque interdisciplinario. La cliodinámica necesita datos fiables para llevar a cabo la modelización longitudinal. La modelización puede ofrecer algunas secuencias predictivas de carácter general.

## Historia de la cliodinámica
El origen etimológico de la palabra “'cliodinámica”' se compone de los términos clio y dinámica. En la mitología griega, Clio es la musa de la historia. Dinámica, en sentido amplio, es el estudio de cómo y por qué los fenómenos cambian con el tiempo.
El término fue propuesto por Piotr Turchín (Peter Turchin) y se puede rastrear en las obras de Ibn Khaldun, Alexandre Deulofeu, Jack Goldstone, Sergey Kapitsa, Randall Collins, John Komlos, Andrey Korotayev, Leonid Borodkin, Gueorgui Malinetski,  Yuri Pavlovski, , Serguéi Malkov, Artemi Malkov, Serguéi Nefiódov, Andréi Podlázov, Heinz von Foerster etc. que también fueron grandes contribuyentes al desarrollo de la cliodinámica.
La cliodinámcia está inspirada en la cliometría que estudia la historia económica (para lo que necesita la incorporación de fuentes fiables de datos, la materia prima de la cliometría) consideró que en el estudio de la historia también puede llevarse a cabo una metodología de análisis que utilizara de manera sistemática los datos históricos, estadísticos, económicos, sociales y demográficos para el estudio de la evolución histórica de las distintas sociedades. Para su éxito como disciplina científica necesitaba una modelización adecuada, probada, confirmada y comparada con los fenómenos históricos pasados o recientes. Si la modelización era satisfactoria podía ofrecer previsiones históricas según los modelos establecidos.
Actualmente se desarrollan simulaciones matemáticas de los ciclos seculares demográfico-históricos y la simulación con mayor éxito del desarrollo duradero del Sistema-Mundo están consideradas como los logros principales de la cliodinámica.